# Ползание точек

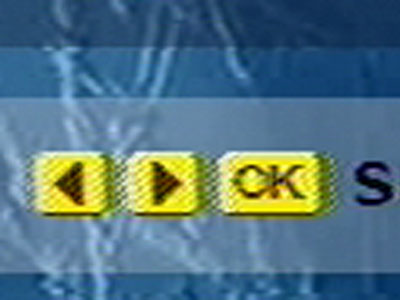
Увеличенная деталь из видеоисточника, демонстрирующая ползание точек. Характерный шахматный рисунок на вертикальных краях между жёлтыми и синими областями

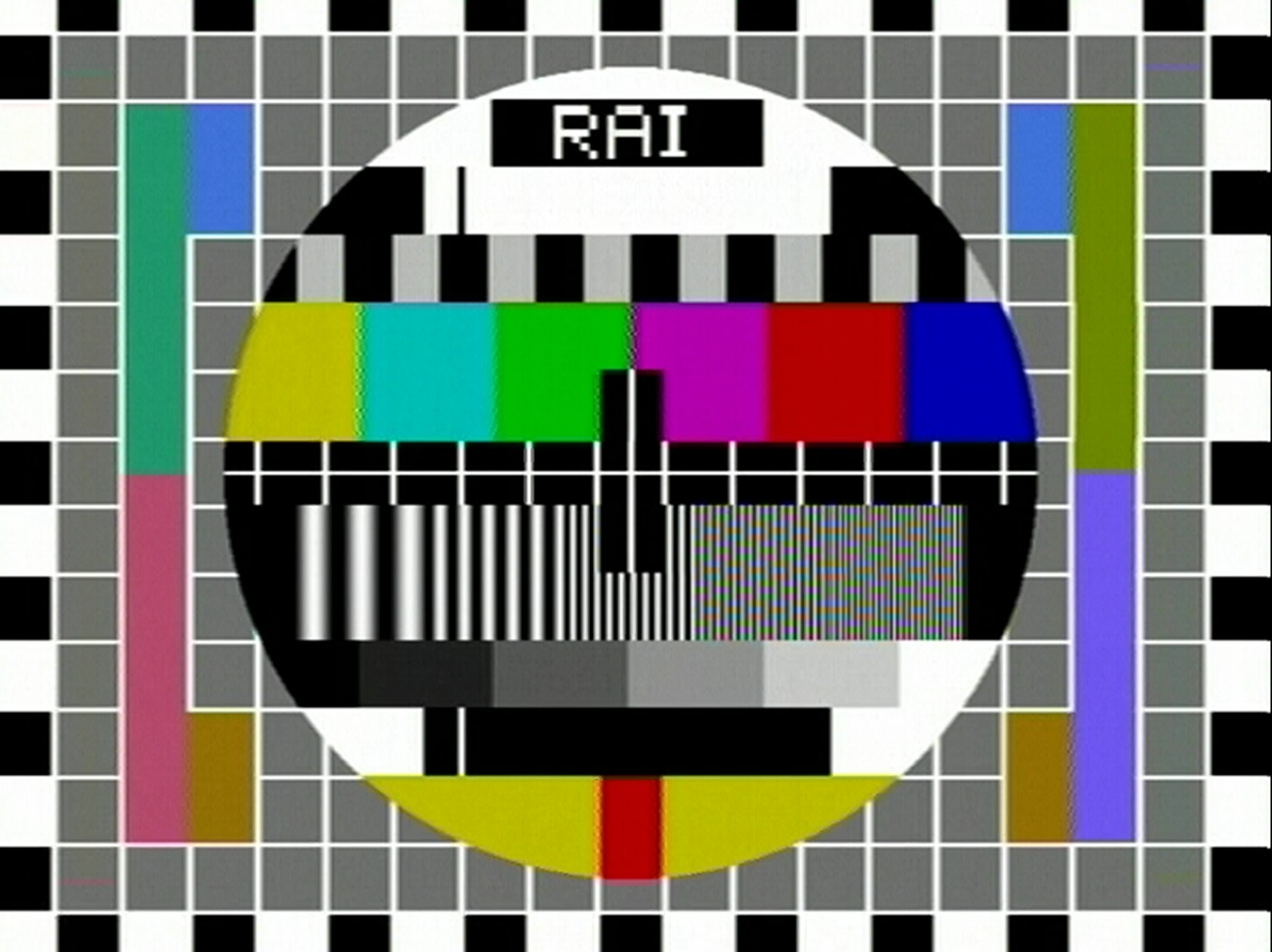
Тестовый шаблон с артефактами, видимыми в областях контакта между сплошными цветами (например, жёлтый и голубой) и на высоких горизонтальных деталях («радуги» на узоре с тонкими вертикальными полосами) — нажмите, чтобы увеличить

Ползание точек — это визуальный дефект стандартов цветного аналогового видео, когда сигналы передаются в виде композитного видео, как в наземном вещательном телевидении. Он состоит из движущихся узоров шахматной доски, которые появляются вдоль горизонтальных цветовых переходов (вертикальных краёв). Это происходит из-за интермодуляции или перекрёстных помех между компонентами цветности и яркости сигнала, которые не полностью мультиплексированы в частотной области.  Этот термин больше связан с аналоговой системой цветного телевидения NTSC, но также присутствует в PAL.
Это происходит в двух формах: интерференция цветности в яркости (цветность интерпретируется как яркость) и интерференция яркости в цветности.
Этот дефект наиболее заметен, когда сигнал цветности передается с широкой полосой пропускания, так что его спектр хорошо входит в полосу частот, используемую сигналом яркости в композитном видеосигнале. Это приводит к тому, что высокочастотные детали цветности при цветовых переходах интерпретируются как детали яркости. 
Некоторые (в основном более старые) игровые приставки и домашние компьютеры используют нестандартные фазы цветовой синхронизации, в результате чего происходит ползание точек, которое сильно отличается от того, что наблюдается в вещании NTSC или PAL.
Противоположная проблема, интерференция яркости в цветности, заключается в появлении цветного шума в областях изображения с высоким уровнем детализации. Это происходит из-за того, что высокочастотные детали яркости пересекаются с частотами, используемыми каналом цветности, и создают ложную окраску, известную как искажение цвета или "артефакты радуги". 
Дефект "сползания точек" уже давно признан профессионалами проблемой с момента создания композитного видео, но впервые оно было широко замечено широкой публикой лишь с появлением лазерных дисков.
Сползание точек можно значительно уменьшить, используя в приемнике хороший гребенчатый фильтр для отделения закодированного сигнала цветности от сигнала яркости. Когда в 1950-х годах был принят стандарт NTSC, телевизионные инженеры поняли, что теоретически должна быть возможность разработать фильтр для правильного разделения сигналов яркости и цветности. Однако электроника того времени на основе электронных ламп не позволяла использовать экономически эффективный метод реализации гребенчатого фильтра. Таким образом, в ранних цветных телевизорах использовались только полосно-заграждающие фильтры, отсекающие яркость на частоте 3,5 МГц. Это эффективно уменьшило полосу яркости (обычно 4 МГц) до полосы цветности, что привело к значительному искажению цвета. К 1970-м годам телевизоры начали использовать твёрдотельную электронику, и появились первые гребенчатые фильтры. Однако они были дорогими и использовались только в моделях высокого класса, в то время как в большинстве наборов цветов по-прежнему использовались полосно-заграждающие фильтры.
К 1990-м годам произошло дальнейшее развитие с появлением трехстрочных цифровых гребенчатых фильтров.  Этот тип фильтра использует компьютер для анализа сигнала NTSC по трём строкам развертки за раз и определения наилучшего места для размещения цветности и яркости.  В этот период цифровые фильтры стали стандартными для дорогих телевизоров, в то время как более старые аналоговые фильтры начали появляться в более дешёвых моделях (хотя режекторные фильтры по-прежнему широко использовались). Современные телевизоры высокой четкости и устройства захвата гораздо лучше справляются с устранением ползания точек, чем традиционные телевизоры с ЭЛТ и более ранние ЖК-телевизоры.
Тем не менее, ни один гребенчатый фильтр не может полностью устранить артефакты, и единственное полное решение проблемы ползания точек состоит в том, чтобы использовать вместо этого соединения S-Video или компонентное видео, или кодируя сигнал цветности по-другому.
На монохромных плёночных записях цветных телевизионных программ может появляться дефект ползания точек. Начиная с 2008 года, записи использовались для восстановления цвета.

## Использованная литература
1. ↑  Definition of dot crawl. PCMAG. Дата обращения: 8 ноября 2022. Архивировано 8 ноября 2022 года.
2. ↑  Lee, Ji Won (2007-05-26). Reduction of Dot Crawl and Rainbow Artifacts in the NTSC Video. IEEE Transactions on Consumer Electronics. 53 (2): 740–748. doi:10.1109/TCE.2007.381754. Архивировано 8 ноября 2022. Дата обращения: 8 ноября 2022.
3. ↑  Video Artefacts - Dot Crawl. www.michaeldvd.com.au. Дата обращения: 8 ноября 2022. Архивировано 8 ноября 2022 года.
4. ↑  Dot Crawl | AVAA. www.avartifactatlas.com. Дата обращения: 8 ноября 2022. Архивировано 3 декабря 2022 года.
5. ↑  Won, LEE Ji (2007-05-26). Reduction of Dot Crawl and Rainbow Artifacts in the NTSC Video. IEEE Transactions on Consumer Electronics. 53 (2): 740–748. doi:10.1109/TCE.2007.381754. Архивировано 8 ноября 2022. Дата обращения: 8 ноября 2022.
6. ↑  NTSC Decoding Basics (Part 4). Extron. Дата обращения: 8 ноября 2022. Архивировано 8 ноября 2022 года.
7. ↑  Method for eliminating dot-crawl on NTSC television monitors. Дата обращения: 8 ноября 2022. Архивировано 8 ноября 2022 года.

## Смотрите также
- Композитное видео
- Аналоговое телевидение